# Playa de Las Alcaravaneras
La playa de Las Alcaravaneras es una de las playas urbanas con las que cuenta la ciudad de Las Palmas de Gran Canaria (Gran Canaria, España). Visitada durante todo el año, es la segunda playa más frecuentada por los habitantes de la ciudad, tras la Playa de Las Canteras, de la que pueden disfrutar en cualquier época del año gracias a la benignidad del clima.

## Situación

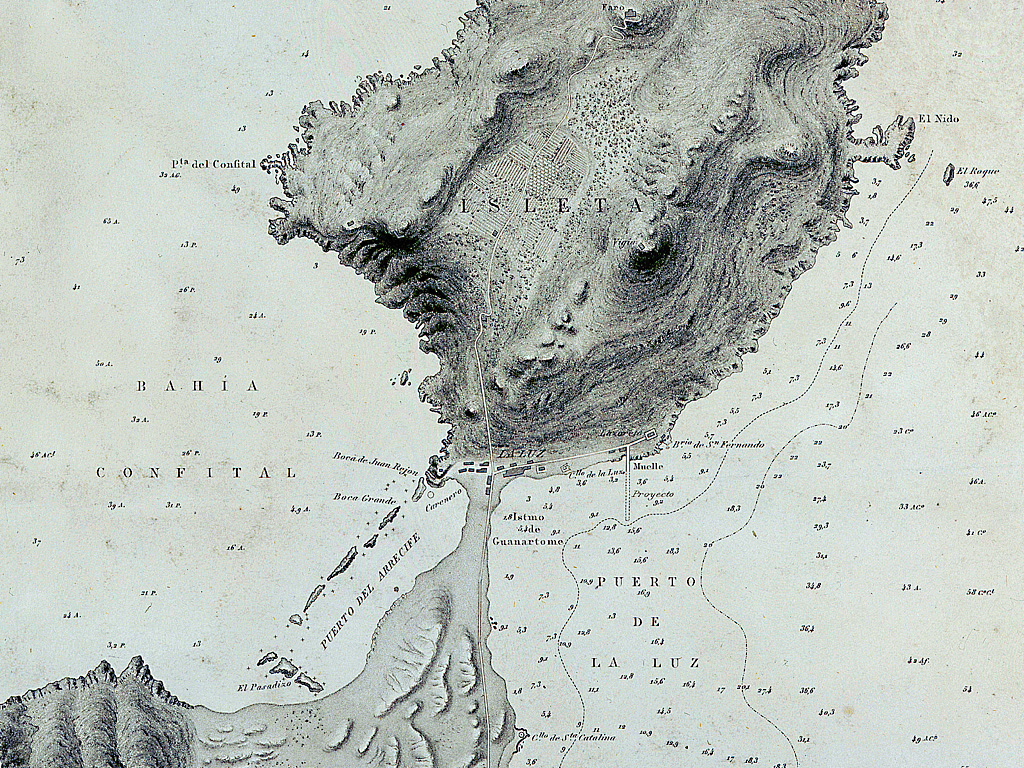
El istmo de Guanarteme en 1879.

La playa de Las Alcaravaneras es una playa natural que se extiende en el lado naciente del istmo de Guanarteme, antaño lengua de dunas y arenas que unía las montañas de la península de La Isleta, situadas al Noreste, con el resto de la isla de Gran Canaria. Su nombre proviene por la gran cantidad de alcaravanes que antiguamente la frecuentaban. La playa es la cuarta más extensa de las existentes en el municipio y se encuentra orientada al este, en la bahía de Las Isletas, dentro del Puerto de La Luz. Se extiende desde las instalaciones del Real Club Náutico de Gran Canaria hasta su encuentro con el nuevo espigón del muelle deportivo de la ciudad.
Toda la playa está recorrida por la avenida marítima, que comienza en Las Alcaravaneras, comunica con la Playa de San Cristóbal y termina en la Playa de la Laja, a diez kilómetros al sur. Este paseo es una de las zonas de esparcimiento de la ciudad y es muy frecuentado por personas que lo aprovechan para caminar, correr, practicar deportes o montar en bicicleta. En la playa existen instalaciones para la práctica de otras modalidades deportivas como el vóley playa, el fútbol playa o el futvóley (organizándose torneos en verano) y deportes de cancha como el baloncesto, futbito y voleibol. La tranquilidad de la bahía y la proximidad de los clubes náuticos existentes hacen de la playa un excelente lugar para la práctica de los deportes náuticos como la vela o el piragüismo.

## Servicios
- Puesto permanente de socorrismo y primeros auxilios y punto de vigilancia con socorrista.
- Instalaciones deportivas y juegos infantiles.
- Fácil acceso en transporte público. Aparcamientos. Paseo peatonal. Aparcabicicletas en el paseo.
- Hoteles y apartamentos, restaurantes y cafeterías, en inmediaciones. Quiosco en la playa.
- Accesos para personas con movilidad reducida. Rampas en acceso a paseo y del paseo a la arena. Área habilitada para PMR con monitores y equipamiento para el baño.
- Vigilancia policial.
- Toma semanal de muestras de agua para análisis sanitario y control de calidad.
- Baños públicos, duchas y lavapiés.
- Organización de actividades de ocio y esparcimiento y diversos eventos.
- Servicio integral de limpieza y conservación para la playa y el paseo. Rastrillado diario, oxigenado y desinfección de la arena, duchas, lavapiés y pasarelas. Servicio de recogida selectiva de basuras. Expendedores de ceniceros desechables de uso gratuito localizados en cada uno de los accesos a la playa.